# ناسيونال مونتيفيديو
نادي ناسيونال لكرة القدم (بالإسبانية: Club Nacional de Football)‏ نادي كرة قدم أوروغواياني يلعب في دوري الدرجة الممتازة . تم تأسيس النادي في سنة 1899 .